# Pipraeidea
A Pipraeidea a madarak osztályának verébalakúak (Passeriformes) rendjébe és a tangarafélék (Thraupidae) családjába tartozó nem.

## Rendszerezésük
A nemet William John Swainson angol ornitológus írta le 1827-ben, besorolásuk vitatott, egyes szervezetek csak egy fajt sorolnak ide, a másikat a Thraupis nembe.
- Pipraeidea melanonota[1][2]
- argentin szajáka (Pipraeidea bonariensis)

## Előfordulásuk
Dél-Amerika területén honosak. Természetes élőhelyeik a szubtrópusi és trópusi esőerdők, szavannák és cserjések, valamint emberlakta területek.

## Megjelenésük
Testhosszuk 14-17 centiméter körüli.